# Алтынбаев, Мухтар Капашевич
Мухтар Капашевич Алтынбаев (каз. Мұхтар Қапашұлы Алтынбаев) (род. 10 декабря 1945, Караганда, Казахская ССР) –  государственный и военный деятель Республики Казахстан, Народный герой (2006), генерал армии (7.05.2002).

## Биография
Родился 10 декабря 1945 года в городе Караганда в семье служащего. Отец был директором Карагандинской шахты № 12, мать — домохозяйкой. Происходит из рода Баганалы племени Найман.
Трудовую деятельность начал в 1962 проходчиком шахты в Караганде, проработав до 1969 года.
В 1969 поступил в Армавирское высшее военное училище лётчиков противовоздушной обороны, которую успешно окончил. Затем служил лётчиком, командиром звена, командиром эскадрильи, заместителем командира, командиром 764-го истребительного авиационного полка г. Пермь 4 ОА ПВО
В 1982 году стал слушателем Военной академии противовоздушной обороны им. Г.К. Жукова
После окончания академии в 1985 году назначается на должность  заместителя командира 24-го корпуса противовоздушной обороны (в/ч 71315 гор. Мары) ТуркВО . А с мая 1986 года корпус вошел в состав  12 ОА ПВО. После преобразования корпуса в 17-ю дивизию ПВО, стал её командиром.
С 1992 по 1993 — командир корпуса противовоздушной обороны - заместитель министра обороны Республики Казахстан
С 1993 по 1994 — командующий Военно-Воздушными силами - заместитель министра обороны Республики Казахстан
С 1994 по 1996 — командующий Военно-Воздушными силами
С октября 1996 по август 1999 года — министр обороны Республики Казахстан.
С августа 1999 - командующий Силами воздушной обороны Вооружённых сил Республики Казахстан.
8 декабря 2001 года вновь назначен на должность министра обороны Республики Казахстан.
С 10 января 2007 года — председатель Комитета начальников штабов — первый заместитель министра обороны.
11 марта 2010 года освобождён от занимаемой должности в связи с переходом на другую работу.
С 8 апреля 2010 года по 13 июля 2017 года — депутат Сената Парламента Республики Казахстан.

## Награды
- Казахстан:
  - Звание «Народный Герой» - присвоено Указом Президента Республики Казахстан № 112 от 6 мая 2006 года
  - Орден Отан
  - Орден «Барыс» I степени[5]
  - Орден «Барыс» II степени
  - Медаль «За безупречную службу» (Казахстан) III степени
  - Медаль «Астана»
  - Медаль «10 лет Вооружённых сил Республики Казахстан»
  - Медаль «10 лет независимости Республики Казахстан»
  - Медаль «10-летие Конституции Республики Казахстан»
  - Медаль «10 лет Парламенту Республики Казахстан»
  - Медаль «50 лет космодрому Байконур»
  - Медаль «За укрепление боевого содружества»
  - Медаль «10 лет Астане»
  - Медаль «20 лет независимости Республики Казахстан»
  - Медаль «20 лет Вооружённых сил Республики Казахстан»
- Российская Федерация:
  - Орден Дружбы (12 декабря 2004 года) — за большой вклад в укрепление дружбы и сотрудничества между Российской Федерацией и Республикой Казахстан[6]
  - Медаль «200 лет Министерству обороны»
  - Две медали «За укрепление боевого содружества»
- Кыргызстан
  - Медаль «За укрепление военного сотрудничества»
  - Медаль «10 лет Вооружённых сил Кыргызской Республики»
  - Медаль «За отличие в воинской службе»
- Украина
  - Медаль «10 лет Вооружённых сил Украины»
- Молдова
  - Медаль «За укрепление воинского содружества»
- СССР:
  - Орден «За службу Родине в Вооружённых Силах СССР» III степени
  - Медаль «Ветеран Вооружённых сил СССР»
  - Медаль «60 лет Вооруженных Сил СССР»
  - Медаль «70 лет Вооруженных Сил СССР»
  - Медали «За безупречную службу» 1, 2 и 3 степени.
- Общественные награды и звания
  - Общественная награда - Орден Петра Великого I-й степени (Академия проблем безопасности, обороны и правопорядка)
  - Почётный гражданин города Караганды (2005).
  - Почётный гражданин Карагандинской области (2017).
  - Орден «Содружество» (16 апреля 2015 года, Межпарламентская ассамблея СНГ) — за активное участие в деятельности Межпарламентской Ассамблеи и её органов, вклад в укрепление дружбы между народами государств — участников Содружества Независимых Государств[7].
  - Медаль «МПА СНГ. 25 лет» (27 марта 2017 года, Межпарламентская ассамблея СНГ) — за заслуги в деле развития и укрепления парламентаризма, за вклад в развитие и совершенствование правовых основ функционирования Содружества Независимых Государств, укрепление международных связей и межпарламентского сотрудничества[8].